# Villa von Arnim (Potsdam)
Die Villa von Arnim ist eine in Potsdam-Babelsberg, in der Karl-Marx-Straße 25 gelegene Villa. Sie ist Teil der ab 1871 durch die Architekten Wilhelm Böckmann und Hermann Ende begründeten Villenkolonie Neubabelsberg am Griebnitzsee. Sie wurde nach dem Juristen und Kommunalpolitiker Dietloff von Arnim (1876–1945), brandenburgischer Landeshauptmann bzw. Verwalter des Provinzialverbandes, benannt. Die Karl-Marx-Straße trug im Nationalsozialismus vorübergehend den Namen Straße der SA, nachdem sie ursprünglich unter dem Namen Kaiserstraße als repräsentative Allee zwischen dem Bahnhof Neubabelsberg (heute: Bahnhof Potsdam Griebnitzsee) und dem Haupteingang zum kaiserlichen Park Babelsberg angelegt worden war.
In der Dienstwohnung weilten im Sommer 1943 Arnims Schwager, der Offizier der Wehrmacht und Widerstandskämpfer gegen den Nationalsozialismus Henning von Tresckow, der über das nahe gelegene Berlin konspirative Treffen u. a. mit Ludwig Beck, Carl Friedrich Goerdeler und Friedrich-Werner Graf von der Schulenburg organisierte, und dessen Frau Erika, geb. von Falkenhayn. Zusammen mit General Friedrich Olbricht, Leiter des Wehrersatzamtes beim Oberkommando der Wehrmacht, bereitete er hier, während seine Kinder aufs Land geschickt wurden, im August und September 1943 das Unternehmen Walküre vor.